# Flore Vandenhoucke
Flore Vandenhoucke (Ronse, 15 maart 1995) is een Belgisch badmintonspeelster.

## Levensloop
Vandenhoucke speelde aanvankelijk basketbal en tennis, alvorens ze actief werd in het badminton bij Wit-Wit Ronse. Vervolgens ging ze naar de topsportschool te Mortsel en won ze tien Belgische jeugdtitels. Op het EK U17 in het Portugese Caldas da Rainha behaalde ze samen met Ine Lanckriet brons in de 'dames dubbel'.
Later werd ze achtmaal Belgisch kampioene in de 'dames dubbel': eenmaal met Steffi Annys (2015) en Lianne Tan (2016) en zesmaal met Lise Jaques (2017-2022). Daarnaast werd ze in 2022 vice-Belgisch kampioene (samen met Marijn Put) in het gemengd dubbel.
Ze komt uit voor het Franse Aire-sur-la-Lys en was een tijdlang samen met de dochter van Peter Van de Veire.

## Palmares

### BWF International Challenge/Series
Dames dubbel
| Jaar | Toernooi                | Partner      | Tegenstanders                    | Score        | Resultaat |
| ---- | ----------------------- | ------------ | -------------------------------- | ------------ | --------- |
| 2017 | Welsh International     | Lise Jaques  | Kornelia Marczak Magdalena Witek | 21-10, 21-15 | winnaar   |
| 2017 | Bulgarian International | Lise Jaques  | Theresea Isenberg Brid Stepper   | 21-10, 21-10 | winnaar   |
| 2015 | Hellas International    | Steffi Annys | Mathilda Lindholm Jenny Nystrom  | 21-17, 21-12 | winnaar   |

Gemengd dubbel
| Jaar | Tournooi           | Partner      | Tegenstanders                    | Score              | Resultaat |
| ---- | ------------------ | ------------ | -------------------------------- | ------------------ | --------- |
| 2014 | Riga International | Nick Marcoen | Kristjan Kaljurand Laura Tomband | 9-21, 21-10, 12-21 | 2e plaats |